# Cloyes-sur-le-Loir
Cloyes-sur-le-Loir és un municipi francès, situat al departament de l'Eure i Loir i a la regió de Centre – Vall del Loira. L'any 2007 tenia 2.641 habitants.

## Demografia

### Població
El 2007 la població de fet de Cloyes-sur-le-Loir era de 2.641 persones. Hi havia 1.212 famílies, de les quals 420 eren unipersonals (144 homes vivint sols i 276 dones vivint soles), 452 parelles sense fills, 260 parelles amb fills i 80 famílies monoparentals amb fills.
La població ha evolucionat segons el següent gràfic:
Habitants censats

### Habitatges
El 2007 hi havia 1.552 habitatges, 1.242 eren l'habitatge principal de la família, 175 eren segones residències i 135 estaven desocupats. 1.293 eren cases i 254 eren apartaments. Dels 1.242 habitatges principals, 839 estaven ocupats pels seus propietaris, 382 estaven llogats i ocupats pels llogaters i 21 estaven cedits a títol gratuït; 14 tenien una cambra, 86 en tenien dues, 283 en tenien tres, 376 en tenien quatre i 483 en tenien cinc o més. 735 habitatges disposaven pel capbaix d'una plaça de pàrquing. A 620 habitatges hi havia un automòbil i a 409 n'hi havia dos o més.

### Piràmide de població
La piràmide de població per edats i sexe el 2009 era:
| Homes | Edats   | Dones |
| ----- | ------- | ----- |
| 4     | 95 o +  | 13    |
| 7     | 90 a 94 | 23    |
| 20    | 85 a 89 | 60    |
| 23    | 80 a 84 | 41    |
| 78    | 75 a 79 | 78    |
| 109   | 70 a 74 | 137   |
| 114   | 65 a 69 | 134   |
| 82    | 60 a 64 | 98    |
| 61    | 55 a 59 | 57    |
| 87    | 50 a 54 | 80    |
| 78    | 45 a 49 | 85    |
| 90    | 40 a 44 | 83    |
| 77    | 35 a 39 | 79    |
| 54    | 30 a 34 | 79    |
| 72    | 25 a 29 | 41    |
| 57    | 20 a 24 | 48    |
| 69    | 15 a 19 | 73    |
| 71    | 10 a 14 | 63    |
| 74    | 5 a 9   | 71    |
| 48    | 0 a 4   | 41    |

## Economia
El 2007 la població en edat de treballar era de 1.474 persones, 1.055 eren actives i 419 eren inactives. De les 1.055 persones actives 961 estaven ocupades (511 homes i 450 dones) i 94 estaven aturades (45 homes i 49 dones). De les 419 persones inactives 204 estaven jubilades, 110 estaven estudiant i 105 estaven classificades com a «altres inactius».

### Ingressos
El 2009 a Cloyes-sur-le-Loir hi havia 1.282 unitats fiscals que integraven 2.687,5 persones, la mediana anual d'ingressos fiscals per persona era de 17.887 €.

### Activitats econòmiques
Dels 157 establiments que hi havia el 2007, 7 eren d'empreses alimentàries, 1 d'una empresa de fabricació de material elèctric, 8 d'empreses de fabricació d'altres productes industrials, 16 d'empreses de construcció, 41 d'empreses de comerç i reparació d'automòbils, 9 d'empreses de transport, 8 d'empreses d'hostatgeria i restauració, 5 d'empreses d'informació i comunicació, 10 d'empreses financeres, 6 d'empreses immobiliàries, 11 d'empreses de serveis, 17 d'entitats de l'administració pública i 18 d'empreses classificades com a «altres activitats de serveis».
Dels 45 establiments de servei als particulars que hi havia el 2009, 1 era una oficina d'administració d'Hisenda pública, 1 gendarmeria, 1 oficina de correu, 4 oficines bancàries, 1 funerària, 5 tallers de reparació d'automòbils i de material agrícola, 1 taller d'inspecció tècnica de vehicles, 3 paletes, 2 guixaires pintors, 4 fusteries, 2 lampisteries, 2 electricistes, 1 empresa de construcció, 6 perruqueries, 4 restaurants, 4 agències immobiliàries, 2 tintoreries i 1 saló de bellesa.
Dels 18 establiments comercials que hi havia el 2009, 1 era un hipermercat, 1 una gran superfície de material de bricolatge, 4 fleques, 3 carnisseries, 1 una peixateria, 1 una llibreria, 1 una botiga de roba, 1 una botiga d'equipament de la llar, 1 una sabateria, 1 una botiga de mobles, 1 una botiga de material de revestiment de parets i terra i 2 floristeries.
L'any 2000 a Cloyes-sur-le-Loir hi havia 20 explotacions agrícoles que ocupaven un total de 931 hectàrees.

## Equipaments sanitaris i escolars
El 2009 hi havia 2 farmàcies i 2 ambulàncies.
El 2009 hi havia 1 escola maternal i 2 escoles elementals. Cloyes-sur-le-Loir disposava d'un col·legi d'educació secundària amb 318 alumnes.

## Poblacions més properes
El següent diagrama mostra les poblacions més properes.